# Possessions de Louviers
Ne pas confondre avec l'Affaire de Loudun, cas de possessions démoniaques dans un autre couvent d'Ursulines au XVIIe siècle.

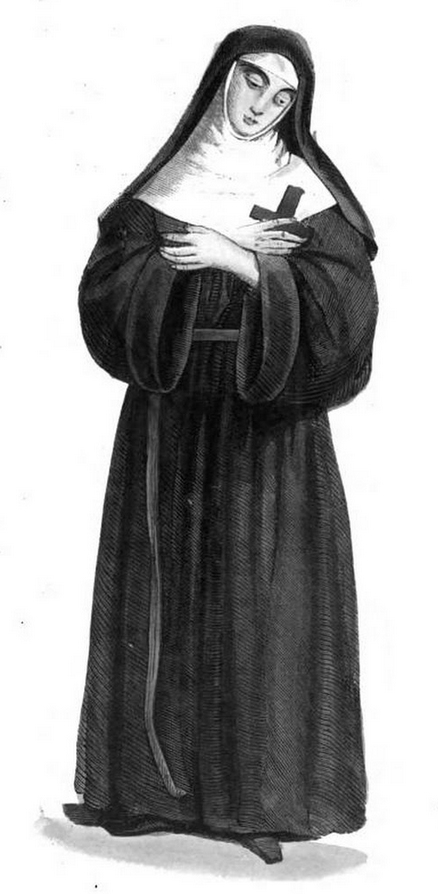
Tenue d'ursuline

L'affaire des possessions de Louviers est une série de cas de possessions qui a eu lieu au couvent Saint-Louis-Sainte-Élisabeth des Ursulines de Louviers, en Normandie (France), de 1643 jusqu'à la clôture du procès en 1647. Elle est similaire à l'affaire des possessions d'Aix-en-Provence et à l'affaire des démons de Loudun, survenues auparavant.

## Les pratiques immorales
Il est difficile d'établir si des pratiques licencieuses préexistaient à la venue de Magdeleine Bavent au monastère, vers 1622. Selon les religieuses, elle entre au couvent déjà « débauchée » et devient complice du confesseur Pierre David. Celui-ci, peut-être influencé par les pensées adamites et soutenu par les supérieures, instaure un climat érotique et libertaire où les sœurs se dénudent et se livrent au saphisme. Au décès du religieux bien peu vertueux, le curé Mathurin Le Picard le remplace et, éclairé par la confession de Magdeleine dont il tombe immédiatement amoureux, poursuit la « charnalité » de son prédécesseur, y adjoignant des pratiques de magie et de sabbats. Il est mentionné alors « cinquante-deux religieuses, jouets de leur abominable confesseur ». Le prêtre meurt en septembre 1642, laissant les religieuses aux tourments de leurs « pratiques infernales », ou du moins charnelles.

## Les possessions, 1643
Les cas de possessions démoniaques des religieuses du couvent, l'affaire proprement dite, apparaissent en 1643 après la mort de Mathurin Le Picard et ses actes de sorcellerie et d'affaires de mœurs avec sœur Magdelaine. Les religieuses de son entourage se déclarent chacune habitée d'un démon, possédée, tandis que Magdelaine passe pour ensorcelée. Nommés Behemond, Accaron, Dagon "sous la forme d'un jeune homme", Encitif pour sœur Barbe de Saint-Michel,, Léviathan pour sœur Anne de la Nativité, les démons "accusent", par l'entremise des religieuses, Magdelaine Bavent de les avoir attirés dans le couvent. Elles parlent en langues inconnues, blasphèment obscènement, se convulsent, états constatés en la présence de l'évêque d'Évreux le 2 mars 1643. Elles déclarent aussi converser avec le Diable, apparaissant comme un "bel ange". Magdelaine Bavent, tout en reconnaissant des pratiques immorales et de sorcelleries antérieures, se défend en accusant les sœurs de jalousies, et plus spécifiquement Anne Barré de la Nativité d'être blasphématoire (décembre 1642) puis en commerce avec le Diable (janvier 1643) ayant les traits d'un "jeune homme, mais tout nu"p. 43.
Après les exorcismes pratiqués sur les religieuses, la condamnation à la prison de Magdelaine Bavent et l'exécution du protagoniste masculin (Thomas Boullé, vicaire de Le Picard), les ursulines sont transférées dans d'autres monastères.
Bien que le lien entre les trois affaires n'ait pas été clairement stipulé à l'époque, l'affaire de Louviers présente de grandes similitudes avec celles de Loudun et d'Aix-en-Provence, antérieures :  des ursulines accusées de possession ou envoûtement démoniaque, luxure et immoralité, sorcellerie, sous la coupe d'un religieux initiateur et lubrique qui sera condamné au bûcher (éventuellement post-mortem).
Dans le contexte de la chasse aux sorcières menée par la Contre-Réforme, cette affaire s'inscrit dans la vague de possessions démoniaques urbaines où se mêlent pressions psychosociologiques et intrication de sentiments extatiques et d'exaltation avec des pulsions sexuelles refoulées, peut-être plus spécifiquement liées à des prémisses de féminisme, voire de libertinage.

## Biographie
- (en) Montague Summers, The Geography of Witchcraft, Londres, Routledge and Kegan Paul, coll. « History of Civilization », 1927
- (en) Jules Michelet (Translated by A.R. Allinson), La Sorcière, 1939 (1re éd. 1862) Reprint, Secaucus, N.J.: Citadel Press, 1992
- L'affaire des possédées de Louviers, 12 juin 2005
- Confession d'une sorcière. L'affaire de Louviers, Édition et notes de Stéphane Vautier, La Louve, 2015.
- Les possédées de Louviers, Ernest Hildesheimer, Revue d'histoire de l'Église de France, tome 24, n°105, 1938. pp. 422-457, en ligne